# Ізоляціонізм
Ізоляціонізм — напрям в офіційній зовнішній політиці, в основу якого покладено ідею незалученості у справах за межами певної держави, та метою якого є досягнення усіх нагальних цілей розвитку держави виключно силами цієї держави, без залучення економічного чи політичного співробітництва з іноземними державами або наддержавними структурами.  
У політологічному лексиконі додатково існує термін «антиінтервенціонізм», яким іноді помилково взаємно підміняють поняття «ізоляціонізм». «Антиінтервенціонізм» прийнято розуміти, як зовнішньополітичну концепцію «військового та політичного невтручання у міжнародні справи та у внутрішні справи суверенних держав». «Ізоляціонізм» слід трактувати трохи ширше як «зовнішньополітичну макростратегію військового та політичного невтручання у міжнародні справи та у внутрішні справи суверенних держав, пов'язану з торгово-економічним протекціонізмом та з культурно-релігійним відокремленням, а також з неможливістю перебувати у постійних військових альянсів, зі залишенням, проте, можливості участі у тимчасових військових союзах, відповідальних актуальним інтересам держави та у постійно діючих міжнародних організаціях цивільного характеру».  

## Приклади політичного ізоляціонізму
- Японія — політика «Сакоку», XVII-XIX ст.;
- Зовнішня політика США (1920-1930-х років), суть якої згідно Доктрині Монро полягала у невтручанні США в міжнародні справи, економія на зовнішній політиці, внутрішній економічний протекціонізм;
- Односторонній ізоляціонізм сталінського режиму в СРСР (зовнішня експансія та втручання в справи інших країн, але закритість та недоторканість ззовні режиму диктатури КПРС);
- Політика періоду правління Мао Дзедуна в КНР;
- Албанія часів диктатури Енвера Ходжи;
- Режим сім'ї Кімів в КНДР — опора на «вчення чучхе»;
- Путінізм (так само як і в СРСР — зовнішня військова експансія, зсередини «обложена фортеця»).

## Критика
Ізоляціонізм критикували за відсутність допомоги націям, які переживають великі проблеми. Одним із яскравих прикладів є американський ізоляціонізм, який Бенджамін Шварц описав як «трагедію», натхненну пуританизмом.